# Zjednoczone Siły Samoobrony Kolumbii

Flaga AUC

Zjednoczone Siły Samoobrony Kolumbii (hiszp. Autodefensas Unidas de Colombia, AUC) – zbrojna grupa walcząca z lewicowymi partyzantami w czasie konfliktu w Kolumbii.

## Historia
Założycielami AUC byli bracia Carlos i Vicente Castaño. W latach 80. Castaño sformowali oddział mający zwalczać Rewolucyjne Siły Zbrojne Kolumbii (FARC). W 1997 roku bracia wchłonęli inne prawicowe oddziały, tworząc tym samym Zjednoczone Siły Samoobrony Kolumbii (AUC).
AUC zyskały rozgłos poprzez brutalne egzekucje osób popierających lewicową partyzantkę. W ciągu dwóch pierwszych lat działalności AUC, ofiarą organizacji padło 19 tysięcy osób podejrzanych o sprzyjanie partyzantom. Ataki AUC często prowadzone były celem sabotowania rozmów pokojowych między rządem a lewicowymi rebeliantami. W 2000 roku prawicowi bojownicy zaatakowali i zajęli część terenów należących do Armii Wyzwolenia Narodowego (ELN). Działalność AUC odbywała się za cichym przyzwoleniem rządu.
2 maja 2002 roku doszło do starcia pomiędzy FARC a Zjednoczonymi Siłami Samoobrony Kolumbii w Bojayá. Bojownicy AUC użyli cywilów jako żywych tarcz. W czasie strzelaniny wybuchła butla z gazem, w eksplozji zginęli cywile ukrywający się w kościele. Śmierć poniosło ponad 79 osób.
W 2004 roku zbrodnie AUC skłoniły Stany Zjednoczone do wywarcia presji na rząd Kolumbii, aby, ten podjął działania zmierzające do likwidacji prawicowych oddziałów. W 2005 roku AUC rozpoczął rozmowy pokojowe z rządem, które zakończyły się rok później demobilizacją formacji. W kolejnych latach pojawiały się informacje o kontynuowaniu działalności militarnej przez byłych członków AUC.

## Związki z handlem narkotykami
AUC wspierane były przez kartele narkotykowe, które płaciły bojownikom za ochronę przed lewicowymi partyzantami. Także same AUC zaangażowane były w handel narkotykami: w 2001 roku 70% budżetu organizacji pochodziło z handlu kokainą.

## BACRIM
Część byłych dowódców AUC po demobilizacji powołało formację występującą pod nazwą BACRIM (Bandas Criminales). BACRIM zajmuje się działalnością czysto przestępczą. Według części źródeł członkowie BACRIM zawiązali alians z FARC i współpracowali z dotychczasowymi przeciwnikami przy handlu narkotykami

## Liczebność
Liczebność organizacji według lat:
- 2000: 30000
- 2006: 10000

## Ideologia
Wyznawały prawicowe poglądy.

## Jako organizacja terrorystyczna
Do 2014 roku figurowały na liście organizacji terrorystycznych Departamentu Stanu USA, a do 2011 roku na analogicznej liście Unii Europejskiej.